# Jesper Taube (operasångare)
Jesper Taube, född 25 januari 1972, är en svensk operasångare (tenor).

## Biografi
Taube är utbildad vid Operahögskolan i Stockholm och sedan 2001 fast anställd vid Kungliga Operan i Stockholm. Han debuterade på Kungliga Operan 1999 som Morales i Carmen vilket följdes av roller som Figaro i Barberaren i Sevilla, Rodrigo i Don Carlos, Greve Almaviva i Figaros bröllop, Escamillo i Carmen, Marcello i La Bohème, Belcore i Kärleksdrycken, titelrollen i Eugen Onegin, Medoro i Orlando, Bobinet i Pariserliv, Guglielmo i Così fan tutte, Ford i Falstaff, Dandini i Askungen och på senare år Jeletskij i Spader dam, Gabriel von Eisenstein i Läderlappen, titelrollen i Rigoletto och Doktor Malatesta i Don Pasquale. Hösten 2012 gjorde han tenorrollen som förste väktare i en nyproduktion av Trollflöjten. 
Bland andra engagemang kan nämnas Silvio i Pajazzo på Malmö Opera, Guglielmo i Così fan tutte på Värmlandsoperan, Valentin i Faust på L’Opéra de Massy i Paris och Claudio i Hector Berlioz Béatrice et Bénédict i Baden-Baden och Paris. USA-debuten ägde rum 2002 som Valentin i Faust på Florida Grand Opera i Miami där han året efter sjöng Greve Almaviva i Figaros bröllop. Han har även gästat Chicago Opera Theatre som Don Alvaro i Resan till Reims och Aeneas/Don Diego i Dido & Aeneas och Dibdins The Padlock samt gjort titelrollen i Erkki-Sven Tüürs opera Wallenberg vid Estniska Nationaloperan i Tallinn. Jesper Taube framträder ofta i kyrko- och konsertsammanhang och har gjort flera skivinspelningar.
År 2011 bytte Taube röstfack från baryton till tenor.
Evert Taube var Jesper Taubes farfars farbror.

## Priser och utmärkelser
Taube har tilldelats ett flertal stipendier, bl.a.
- 2009 – Jussi Björlingstipendiet

## Filmografi
- 2001 – Pariserliv (TV)

## Diskografi
- 1996 – Den heliga natten av Hilding Rosenberg (Naxos)
- 1997 - Blenda av Per August Ölander (Sterling)
- 1999 – Scener ur Tirfing av Wilhelm Stenhammar (Sterling)
- 2001 – Requiem per un uomo innocente av Gabriella Gullin (Nosag)